# Chrysler
|  | Sammenskrivningsforslag Artiklen Chrysler Group LLC er foreslået føjet ind i Chrysler. (Siden april 2023) Diskutér forslaget |

Bilmærket Chrysler blev grundlagt som Chrysler Corporation i 1925 af Walter P. Chrysler. I dag ejes mærket af FCA US LLC, der ejes af Stellantis. Mærket drives som et selvstændigt mærke under Chrysler-paraplyen.

## Historie
Chryslers første bil, Chrysler Six, blev sat i produktion hos Maxwell Motor Corp. i 1924, efter en investering fra Chase Securities på 5 millioner dollars.
Den 6. juni 1925 købte Chrysler Maxwell Motor Corp. og startede Chrysler Corporation.
I 1927 lanceredes Imperial 80. Imperial 80 var ikke bare Chrysler's første cabriolet, men var også den første Chrysler, som blev præsenteret i annoncer med farve.
I 1934, midt under depressionen, lanceredes Airflow, designet af Carl Breer der var inspireret af militære jagerfly. Orville Wright blev konsulteret, og resultatet blev en bil med dråbeformet front, som blev testet i vindtunnelerne på Chryslers hovedkontor i Highland Park, Michigan.
Desværre var befolkningen ikke specielt begejstret for det design, som Airflow havde lanceret, og på trods af nyt design, den avancerede teknik og ikke mindre end 72 hastighedsrekorder, blev Airflow en økonomisk katastrofe. Man prøvede tilmed diverse stunttricks for at få folk til at købe bilen, men det lykkedes ikke at øge salget.
Mens Chrysler producerede kampvogne til de allierede i Europa op til 2. verdenskrig, lanceredes der i 1940'erne nye luksuriøse varianter af Town & Country modellerne, som blev introduceret i 1941. Forgængeren til den moderne Chrysler Voyager tilbød siddepladser til 9 passagerer, en klap bagpå bilen som kunne åbnes, og var den første personbil, som havde trærammer på dørene. "Woody" blev en succes hos befolkningen, specielt med cabriolet-versionen der blev lanceret efter krigen. Basisprisen startede ved US$ 3.970.
Chryslers bilproduktion blev stoppet i 1942, da virksomheden indstillede dens ordinære produktion, omlagde denne og fokuserede i stedet på krigsindsatsen med produktion af blandt andet tanks. Dette foregik frem til krigens afslutning i 1945. Totalt arbejdede Chrysler med mere end 66 forskellige militære projekter, som tilsammen løb op i 3.4 milliarder US dollars mellem 1940 og 1945.
I 1938 fratrådte Walter P. Chrysler som aktivt bestyrelsesmedlem. To år senere, den 18. august 1940, døde han.
I 1955 lanceredes en af Chryslers mest kendte modeller: C300 – med 300hk. Som den mest kraftfulde bil i verden, vandt bilen ikke mindre end 20 af 40 konkurrencer i 1955. Desværre fik bilen ikke lov til at fortsætte sejrsrækken, da NASCAR besluttede at bandlyse den fra konkurrencebanerne, fordi ingen anden bil kunne yde reel modstand. Dette øgede naturligvis blot bilens popularitet i befolkningen.
I november 1961 blev designeren Elwood Engel rekrutteret fra Ford-koncernen. I 1963 kom så hans første design for Chrysler, Chrysler Turbine.
Chrysler fortsatte produktionen af 300-serien gennem 1960erne. Begrebet muskelbil refererer til 300-serien, hvis sedan'er og coupe'er havde den voldsomme V8-motor.
Chrysler gik ind i Europa i slutningen af 1960'erne med etableringen af Chrysler Europe. Satsningen blev imidlertid en fiasko, der kostede betydelige tab, inden Chrysler som led i en redningsplan for virksomheden forærede de europæiske aktiviteter til Groupe PSA.
En af Chryslers mest berømte biler er 70'ernes "Newport Cordoba Hardtop" – den første bil, som bar Cordoba-navnet. Bilen blev kendt i skuespilleren Ricardo Montalbans TV-reklame. På trods af god fremgang ved lanceringer som denne, var det dog ikke nok til at stimulere den amerikanske bilindustri. En kombination af dårlig økonomi, olieembargoen og importerede, benzinbesparende japanske biler gjorde, at den amerikanske bilindustri havnede i en svær situation.
I begyndelsen af 80'erne var Chrysler atter på vej opad med introduktionen af den første cabriolet i mange år: LeBaron Convertible. Denne model blev blot én i rækken af cabriolet-lanceringer af diverse modeller. Bilerne blev så populære, at Chrysler også begyndte at producere limousiner baseret på samme koncept. For kun 26.318,- US$ var der mulighed for at cruise rundt i Chryslers luksus og komfort.
I løbet af 1990erne lancerede Chrysler hvert år nye versioner af Town & Country (Voyager i Europa), der vandt mange priser. Chrysler lancerede også Stratus Cabriolet, hvilket skulle vise sig at blive en af USAs mest populære cabrioleter. Efter en pause på over 30 år lanceredes atter 300 serien fra 50' og 60'erne.
I maj 1998 gik to af verdens førende bilvirksomheder sammen, Daimler-Benz AG og Chrysler Corporation. Det nye selskab blev til DaimlerChrysler. Fusionen blev imidlertid en fiasko, og Mercedes afviklede ejerskabet.
I 1999 fejrede Chrysler 75-års jubilæum, og i januar samme år blev Chrysler 300M kåret som "Årets bil". Derudover blev Chrysler Voyager valgt som læsernes favorit ved en afstemning i bil-bladet Automobile Magazine.
Den 6. januar 2001 blev sløret løftet for den første Chrysler PT Cruiser på "North American International Auto Show" (NAIAS).
Chrysler blev som de øvrige amerikanske bilproducenter ramt hårdt af følgerne af finanskrisen og måtte træde i rekonstruktion, i hvilken forbindelse italienske Fiat købte først 20% af Chrysler, og siden overtog hele selskabet. Chrysler blev herefter en del af Fiat Chrysler Automobiles (FCA), der i 2021 blev en del af Stellantis.